# 市川中車 (7代目)
七代目 市川中車（いちかわ ちゅうしゃ、安政7年2月27日（1860年3月19日） - 昭和11年（1936年）7月12日）は、明治から昭和の戦前まで活躍した歌舞伎役者。屋号は立花屋。定紋は大割牡丹、替紋は三升の中に八の字。本名は橋尾 龜次郞（はしお かめじろう）。

## 生涯
京都（現在の京都市中京区大黒町）の両替商の家に生まれる。元治元年（1864年）、二代目尾上多見蔵の門下に入り、尾上常次郎として歌舞伎をはじめる。子供芝居、小芝居、旅巡業などで修業を積み、明治4年（1871年）中山鶴五郎を名乗る。
明治8年（1875年）、上京して春木座に勤める。小芝居で培った演技力が評判となり、明治12年7月には十三代目中村勘三郎が預かっていた大名跡の七代目市川八百蔵を襲名。市川家所縁の襲名した縁もあり九代目市川團十郎に招かれてその門人となる。以後九代目の舞台の多くを勤め、梨園に確乎たる地位を築いた。
九代目の没後は一時歌舞伎座の座頭になるも、後進の五代目中村歌右衛門、十一代目片岡仁左衛門、十五代目市村羽左衛門が台頭してきた事により松竹に移籍したりもしたが松竹の歌舞伎座買収により、上記3名の次に位置する立場となった。
大正7年（1918年）10月、芸養子の市川松尾に八代目八百蔵を襲名させると、自らは八百蔵の俳名「中車」を襲名、七代目市川中車を名乗る。
昭和に入っても舞台を勤めていたが昭和6年(1931年)6月に中座に出演中に体調を崩し以後療養生活を余儀なくされた。
昭和10年(1935年)10月、歌舞伎座で復帰し日蓮を演じこれが事実上の引退公演となった。
昭和11年(1936年)7月12日、療養先の熱海で死去した。

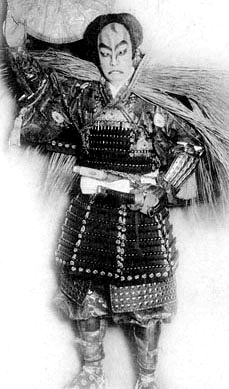
『繪本太功記』の武智光秀

門閥外から幹部役者にまで出世した努力家で、師・九代目伝授の硬派な芸風が特徴的だった。『絵本太功記』や『時今也桔梗旗揚』（馬盥の光秀）の武智光秀、『新薄雪物語』の幸崎伊賀守、『妹背山婦女庭訓・吉野山』の大判事清澄、『菅原伝授手習鑑』「寺子屋」の松王丸、『伊賀越道中双六』「岡崎」の幸右衛門、『ひらかな盛衰記』「逆櫓」の樋口次郎など、時代物の立役を得意とした。また老女形も巧く、『菅原伝授手習鑑』「道明寺」の覚寿はその後の手本となるほどの逸品だった。
東西の歌舞伎に通じた知識と豊富な経験は関係者に重宝がられた。特に、二代目中村梅玉に死なれた初代中村鴈治郎は、中車をよく相手役に選んだ。
晩年は歌舞伎界の長老として、六代目尾上菊五郎、十五代目市村羽左衛門、二代目市川左團次、十三代目片岡仁左衛門など後進の指導にもあたった。まだ六代目が若いころ、その芸が未熟だとして中車はわざと皮肉な態度をとり続け、『伽羅先代萩』「対決」の舞台では六代目の細川勝元に仁木弾正をつきあい、勝元の「恐れ入ったか」に小声で「恐れ入るもんけェ」と呟いて六代目と大喧嘩になった。それでも、後年両者は和解し『摂州合邦辻』（合邦庵室）で中車は合邦で菊五郎の玉手御前につきあい、役の性根を懇切丁寧に教えるほどになった。
著書に『中車芸話』がある。
墓所は次代八代目と同じ青山霊園。

## 関連書籍
- 長谷川伸 著『足尾九兵衛の懺悔』 （『長谷川伸全集第八巻』、朝日新聞社所収、1971年）七代目市川中車の実父がモデルの小説